# Distrikt Kota Marudu
Der Distrikt Kota Marudu ist ein Verwaltungsbezirk im malaysischen Bundesstaat Sabah. Verwaltungssitz ist die Stadt Kota Marudu. Der Distrikt Kota Marudu ist Teil des Gebietes Kudat Division, zu dem die Distrikte Distrikt Kudat, Pitas und Kota Marudu gehören.

## Demographie
Die Bevölkerung des Distrikts beträgt 69.528 (Stand: 2020). Kota Marudu hatte laut der letzten Zählung im Jahr 2010 66.374 Einwohner. Sie besteht mehrheitlich aus Dusun, Rungus, Bajau, Orang Sungai und Chinesen (hauptsächlich Hakkas und Hokkien). Wie in vielen anderen Distrikten Sabahs gibt es auch hier eine beträchtliche Anzahl illegaler Immigranten aus den nahegelegenen Philippinen, vor allem aus Sulu und Mindanao, die in der Bevölkerungsstatistik nicht verzeichnet sind.

## Verwaltungssitz
Verwaltungssitz des Distrikts ist die Stadt Kota Marudu.